# Liste der geschützten Landschaftsbestandteile in Bottrop
Die Liste der geschützten Landschaftsbestandteile in Bottrop enthält die geschützten Landschaftsbestandteile im Gebiet der kreisfreien Stadt Bottrop in Nordrhein-Westfalen.
Die Ausweisung der geschützten Landschaftsbestandteile erfolgte im Landschaftsplan der Stadt.

## Geschützte Landschaftsbestandteile
In Bottrop gibt es geschützte Landschaftsbestandteile mit einer Gesamtfläche von 124 ha.
| Bild | Nr.    | Bezeichnung | Fläche  | Position                    | Begründung | Anmerkungen |
| ---- | ------ | --- | ------- | --------------------------- | --- | ----------- |
|      | 2.4.1  | Linden beiderseits der Gahlener Straße |         | 51° 37′ 33″ N, 6° 54′ 43″ O | nahezu geschlossene Baumreihe aus Winter-Linden auf einer Strecke von ca. 1,3 km an der Süd- oder Westseite der Gahlener Straße und auf einer Strecke von ca. 140 m auf der Nordostseite. 2015 waren die meisten Bäume 60 bis 80 Jahre alt, dazwischen einige in den 1990er Jahren nachgepflanzte. Geschützt als Lebensraum von landschaftsraumtypischen Tierarten, der belebenden und gliedernden Wirkung und der besonderen Bedeutung für den Biotopverbund, sowie der Immissionsschutz- (Feinstaubfilter) und Windschutzfunktion. |             |
|      | 2.4.2  | Feldgehölz am Lohbraucksweg | 2,0 ha  | 51° 37′ 9″ N, 6° 57′ 33″ O  | Gehölz aus zum Teil über 100-jährigen Erlen, Eschen, Eichen mit starkem Baumholz sowie eingestreuten Buchen. Die gut entwickelte Strauchschicht besteht überwiegend aus Haseln. Stellenweise gibt es Stechpalmenbestände auf. Es gibtahlreiche auch im Sommer periodisch wasserführende Tümpel mit Vorkommen von Gelber Schwertlilie und Flutendem Schwaden. Geschützt als Lebensstätte von landschaftsraumtypischen Tier- und Pflanzenarten, insbesondere für Höhlenbrüter und Amphibien, der belebenden und gliedernden Wirkung und der besonderen Bedeutung für den Biotopverbund, sowie der Immissionsschutz- (Feinstaubfilter) und Windschutzfunktion. |             |
|      | 2.4.3  | In der Miere | 1,4 ha  | 51° 36′ 58″ N, 6° 55′ 15″ O | Niedermoorstandort in der Aue des Bräukebaches. Es gibt einen tief eingeschnittenen Quellteich mit starker Quellschüttung und typischer Quellvegetation (Bittere Schaumkrautflur und Brunnenkresse-Röhricht). Angrenzend Brachflächen. Auf der östlichen der angrenzenden Brachflächen gibt es stellenweise Vorkommen von Schilf- und Seggenröhrichten. Vorkommende gefährdete Pflanzenarten sind Ufer-Segge, Sumpf-Schafgarbe, Sumpf-Dotterblume, Echte Brunnenkresse und Hohe Schlüsselblume. Der Quellbereich dient dem Eisvogel als Nahrungsgebiet. |             |
|      | 2.4.4  | Baumbestand Kirche Feldhausen | 0,5 ha  | 51° 36′ 50″ N, 6° 58′ 19″ O | Alten Baumbestand nördlich und südwestlich der Kirche in Feldhausen. Nördlich der Kirche stehen vier Rot-Buchen und sechs Blut-Buchen, 2015 etwa 120 Jahre alt und über 25 m hoch. Südwestlich der Kirche stehen vier Ross-Kastanien, zwei Winter-Linden, zwei Stiel-Eichen, fünf Rot-Eichen sowie eine Sumpf-Eiche und ein Spitz-Ahorn. Der Altholzbestand ist geschützt als Lebensraum von landschaftsraumtypischen Tier- und Pflanzenarten, seiner belebenden und prägenden Wirkung auf das Landschafts- und Siedlungsbild und aufgrund seiner kulturhistorischen Bedeutung. |             |
|      | 2.4.5  | Bergsenkungsgewässer Dinslakener Straße | 3,1 ha  | 51° 36′ 27″ N, 6° 51′ 6″ O  | Flaches Gewässer mit Unterwasservegetation und umgebendem breitem Röhrichtgürtel mit Erlensukzession in der Aue des Schwarzen Baches. Daneben als Grünland genutzte Flächen. Es gibt Vorkommen des gefährdeten Teichlebermooses Riccia fluitans. Vorkommende gefährdete Tierarten sind Bekassine, Kiebitz, Teichhuhn, Dorngrasmücke und Nachtigall. |             |
|      | 2.4.6  | Berg-Ahorn-Reihe am Lippweg |         | 51° 36′ 21″ N, 6° 58′ 22″ O | Eine Reihe von (Stand 2015) 60 bis 80 Jahre alten Berg-Ahornen im gleichmäßigen Abstand von ca. 10 m steht der Nordseite des Lippweges auf einer Strecke von ca. 780 m. Die Bäume haben ausladende, gleichmäßige Kronen. Geschützt als Lebensraum von landschaftsraumtypischen Tierarten, wegen der belebenden und gliedernden Wirkung und der besonderen Bedeutung für den Biotopverbund, sowie der Immissionsschutzfunktion. |             |
|      | 2.4.7  | Wallhecke nördlich Hackfurthstraße | 0,2 ha  | 51° 36′ 11″ N, 6° 56′ 17″ O | Wallhecke mit hoher landschaftsbildprägender Wirkung inmitten großflächiger Grünlandparzellen. Die Hecke bestand 2015 überwiegend aus 60 bis 80 Jahre alte Stiel-Eichen und Sand-Birken, entsprechend der potenziellen natürlichen Vegetation. Dazu eine gut ausgeprägte Strauch- und Krautschicht. Geschützt als Lebensstätte von landschaftsraumtypischen Tier- und Pflanzenarten, insbesondere für Gebüsch- und Höhlenbrüter, der belebenden und gliedernden Wirkung und der besonderen Bedeutung als Trittstein im Biotopverbund, sowie der Immissionsschutz- (Feinstaubfilter) und Windschutzfunktion. |             |
|      | 2.4.8  | Quellbereich und Teich Auf dem Schimmel | 0,07 ha | 51° 36′ 6″ N, 6° 56′ 47″ O  | Eingezäunte Gelände im Randbereich einer großen Ackerfläche, Von einem Quellbereich gespeister Teich. Der Bewuchs der Randbereiche bestand 2015 aus 50 bis 60 Jahre alten Stiel-Eichen, Eschen und Sand-Birken sowie Hasel im Unterwuchs. Schutz als Lebensstätte landschaftsraumtypischer, wildlebender Tier- und Pflanzenarten der Quellen und Bachoberläufe, als Lebens- und Rückzugsraum für die im Gebiet siedelnden Tier- und Pflanzenarten, zur Belebung und Gliederung des Landschaftsbildes in relativ ausgeräumter Ackerlandschaft, sowie aufgrund der besonderen Bedeutung des Gehölzbestands und Gewässers als Trittsteine im Biotopverbund. |             |
|      | 2.4.9  | Baumeisters Berg | 3,5 ha  | 51° 35′ 55″ N, 6° 56′ 53″ O | Feldgehölz aus alten Stiel- und Traubeneichen, Eschen und Rot-Buchen, lichte Strauchschicht aus Eberesche, Stechpalme, Faulbaum und Hasel sowie eine farnreiche Krautschicht. Geschützt als Lebensstätte seltener und gefährdeter sowie landschaftsraumtypischer, wildlebender Tier- und Pflanzenarten, als Trittstein im Biotopverbund, als landschaftsbildprägendes Element sowie aufgrund der Immissionsschutz- (Feinstaubfilter) und Windschutzfunktion. |             |
|      | 2.4.10 | Magerwiese und Kleingewässer Zum Heidhof | 1,2 ha  | 51° 35′ 54″ N, 6° 53′ 17″ O | Biotopkomplex aus Stillgewässer mit Unterwasser- und Röhrichtvegetation, magerer Glatthaferwiese und umgebenden Gehölzbeständen. Geschützt zur Erhaltung und Förderung gebietstypischer Stillgewässerbiozönosen, insbesondere für Amphibien und Libellen, einer natürlichen Verlandungsreihe mit typischen Pflanzenarten, sowie als Lebensraum typischer Pflanzen- und Tierarten magerer Grünlandstandorte. |             |
|      | 2.4.11 | Altholzinseln beidseitig der BAB 31 | 1,9 ha  | 51° 35′ 50″ N, 6° 56′ 26″ O | Zwei durch die A31 getrennte Feldgehölze aus alten Stiel-Eichen mit eingestreuten Hainbuchen sowie dichter Strauch- und Krautschicht. Geschützt als Lebensstätte seltener und gefährdeter sowie landschaftsraumtypischer, wildlebender Tier- und Pflanzenarten innerhalb strukturreicher Feldgehölze, von Lebensraumstätten für Alt- und Totholzbewohner, als Trittstein im Biotopverbund, sowie aufgrund der Immissionsschutzfunktion, insbesondere als Feinstaubfilter. |             |
|      | 2.4.12 | Bergsenkungsgewässer Hohe Heide | 9,4 ha  | 51° 35′ 9″ N, 6° 55′ 0″ O   | Flaches Bergsenkungsgewässer, im südlichen Teil mit zahlreichen abgestorbenen Bäumen (teils Höhlenbäume) und typischen niedrigwüchsigen Uferfluren und Röhrichtbeständen. Nährstoffreiche Brachfläche im Ostteil mit Hochstaudenflur sowie Mager- und Feuchtgrünland mit extensiver Nutzung. Vorkommen der gefährdeten Pflanzenart Nickender Zweizahn und der gefährdeten Tierart Schwarzspecht. Schutz gebietstypischer Stillgewässerbiozönosen, einer natürlichen Verlandungsreihe mit typischen Pflanzenarten, der Wasserflächen, von Röhrichtzonen und des Totholzes als Brut- und Rastplatz für Wasservögel, Röhricht- und Höhlenbrüter, von artenreichem Feucht- und Nass- sowie Magergrünland, sowie als wichtiger Trittsteins im Biotopverbund.                                               |             |
|      | 2.4.13 | Wallhecken nordwestlich Heimersfeld | 1,0 ha  | 51° 34′ 38″ N, 6° 53′ 44″ O | inmitten großflächiger Grünlandparzellen steht an der Nordwestseite der Straße Heimersfeld eine landschaftsbildprägende Wallhecke aus, Stand 2015, über 80 Jahre alten Stiel-Eichen mit Stechpalmen-Unterwuchs. Geschützt als Lebensraum von landschaftsraumtypischen Tierarten, insbesondere für Gebüsch- und Höhlenbrüter, der belebenden und gliedernden Wirkung und der besonderen Bedeutung für den Biotopverbund, sowie der Immissionsschutz- (Feinstaubfilter) und Windschutzfunktion. |             |
|      | 2.4.14 | Pötteringsbachoberlauf | 11,9 ha | 51° 34′ 22″ N, 6° 53′ 11″ O | Kleinräumige bäuerliche Kulturlandschaft am Oberlauf des Pötteringsbaches. Beweidetes Grünland, Kopfweidenreihen, einzelnen Obstbäumen und weiteren Solitärbäumen sowie Ackerflächen. Brutgebiet des Steinkauzes. Schutz des typischen Lebensraumes und Trittsteinbiotop für den Steinkauz, Erhaltung und Entwicklung artenreicher Grünlandgesellschaften mit typischen Pflanzen- und Tierarten, der belebenden und gliedernden Wirkung der Kopfweiden und weiteren Gehölzbestände, sowie der besonderen Bedeutung als typisches Element der bäuerlichen Kulturlandschaft. |             |
|      | 2.4.15 | Vennbachoberlauf | 9,1 ha  | 51° 34′ 24″ N, 6° 52′ 46″ O | Ein heterogener Eichen-Birkenwald sowie zwei Kleingewässer liegen im nördlichen Bereich. Südwestlich und südöstlich davon gibt es Mähwiesen und Viehweiden. Schutz der landschaftsraumtypischen Moorböden mit den daran angepassten Tier- und Pflanzenarten, sowie Wiederherstellung eines naturnahen Fließgewässers und eines intakten Biotopverbundelementes. |             |
|      | 2.4.16 | Schöttelbach | 22,2 ha | 51° 33′ 52″ N, 6° 53′ 10″ O | An den großflächigen Sickerquellbereich des Schöttelbaches mit typischer Quellvegetation schließt ein bachbegleitender Erlen-Moorbirkenwald an. In trockeneren Bereichen Übergang zu bodensaurem Eichenwald mit eingestreuten Sand-Birken, Kiefern und Fichten. Schutz der Lebensstätten seltener und gefährdeter sowie landschaftsraumtypischer, wildlebender Tier- und Pflanzenarten der Quellbereiche, Bachoberläufe und bachbegleitenden Feuchtwälder, für Alt- und Totholzbewohner, sowie wegen der herausragenden Funktion des Schöttelbaches im Biotopverbund. |             |
|      | 2.4.17 | Feuchtbiotop in Boy | 6,3 ha  | 51° 32′ 47″ N, 6° 58′ 13″ O | Durch Bergsenkung entstandenes Stillgewässer mit Schilfröhricht und umgebenden Weidengebüschen und ein verlandetes kleineres Gewässer mit Schilfröhricht. Westlich des Teiches wächst ein Weidenvorwald. Östlichen liegen durch Obstgehölze und unter anderem Stiel-Eichen und Ross-Kastanien strukturreich gegliederte Viehweiden. Schutz gebietstypischer Stillgewässerbiozönosen, insbesondere für Amphibien, Libellen und Röhrichtbrüter, einer natürlichen Verlandungsreihe mit typischen Pflanzenarten, von Alt- und Tothölzern, als wichtiger Trittsteins im Biotopverbund für Tier- und Pflanzenarten der Stillgewässer und Röhrichte, der belebenden und gliedernden Wirkung auf das Landschaftsbild, sowie der besonderen Bedeutung als typisches Element der bäuerlichen Kulturlandschaft. |             |
|      | 2.4.18 | Kraneburger Feld | 38,4 ha | 51° 32′ 27″ N, 6° 59′ 28″ O | Zwei Eichen-Feldgehölze mit eingestreuten Rot-Buchen, Hainbuchen und Eschen liegen im Norden des Gebiets. Der zentrale Bereich wird landwirtschaftlich genutzt. Im Ostteil gibt es großflächig artenreiche Vorwaldstadien aus Sand-Birken, Berg-Ahorn, Hybrid-Pappeln und verschiedenen Weidenarten mit dazwischenliegenden Ruderalfluren. Geschützt als Lebensraum von seltenen und gefährdeten landschaftsraumtypischen Tierarten, der belebenden und gliedernden Wirkung und der besonderen Bedeutung für den Biotopverbund, sowie der Immissionsschutz- (Feinstaubfilter) und Windschutzfunktion. |             |
|      | 2.4.19 | Feuchtbiotopkomplex am Vorthbach | 4,7 ha  | 51° 32′ 14″ N, 6° 55′ 0″ O  | Feuchtgebiet mit einer hohen Arten- und Strukturvielfalt. Beiderseits eines Eisenbahndammes gelegen. Großseggenbeständen, feuchten Hochstaudenfluren und Weiden-Bruchwald. Schutz eines arten- und strukturreichen ökologisch wertvollen und seltenen Feuchtbiotopkomplexes in einem Ballungsraum, sowie eines wichtigen Trittsteins im Biotopverbund. |             |
|      | 2.4.20 | Magerweide in Fuhlenbrock | 3,1 ha  | 51° 31′ 50″ N, 6° 54′ 46″ O | Teilweise mit Schafen beweidetes artenreiches Magergrünland auf 580 m Länge parallel zu einer Bahntrasse. Auf den westlichen Wallböschungen stehen Weißdorn- und Holundergebüsche sowie Stiel-Eichen und Sal-Weiden. Schutz artenreichen mageren Grünlands als Lebensraum typischer Pflanzen- und Tierarten, zur Erhaltung der belebenden und gliedernden Wirkung der Gehölzstrukturen für das Landschaftsbild, sowie als Trittsteine im Biotopverbund. |             |
|      | 2.4.21 | Weißdornhecken in Vonderort | 1,2 ha  | 51° 30′ 24″ N, 6° 55′ 41″ O | Weißdornhecken beidseitig des Thiadhildweges. Schilfbestände und Röhrichte in dazwischen liegenden aufgeweiteten Gräben. Lebensstätte von landschaftsraumtypischen Tier- und Pflanzenarten, insbesondere Gebüsch- und Röhrichtbrüter, belebende und gliedernde Wirkung auf das Landschaftsbild und der besonderen Bedeutung als Vernetzungselement im Biotopverbund, sowie Immissionsschutz- (Feinstaubfilter) und Windschutzfunktion. |             |
|      | 2.4.22 | Feuchtbiotop am Haus Hove | 0,8 ha  | 51° 30′ 14″ N, 6° 55′ 8″ O  | Der künstlich angelegte Teich mit Unterwasser- und Schwimmblattvegetation sowie überwiegend flachen Ufern mit Röhricht- und Seggenbeständen ist allseits von einem dichten Gehölzgürtel umgeben. Erhaltung und Förderung gebietstypischer Stillgewässerbiozönosen, insbesondere für Amphibien, Libellen, Röhricht- und Gebüschbrüter und einer natürlichen Verlandungsreihe mit typischen Pflanzenarten. |             |
|      | 2.4.23 | Winterlinden (Tilia cordata) und zwei Baumgruppen aus Rotbuchen (Fagus sylvatica) und Stieleichen (Quercus robur) beiderseits der Feldhausener Straße |         | 51° 36′ 34″ N, 6° 57′ 0″ O  | Landschaftsbildprägende Allee mit 220 Bäumen an der Nordseite und 228 Bäumen an der Südseite der Feldhausener Straße. Zumeist Winterlinden, vereinzelt Rotbuche und Sandbirke. Drei starke Rotbuchen an der Einmündung Lippweg, sowie zwei Stieleichen an der Einmündung Mesteroth. Geschützt als Lebensstätte insbesondere für Vögel, wegen der belebenden und gliedernden Wirkung und der besonderen Bedeutung für den Biotopverbund, sowie der Immissionsschutz- (Feinstaubfilter) und Windschutzfunktion. |             |